# Ota (Alenquer)

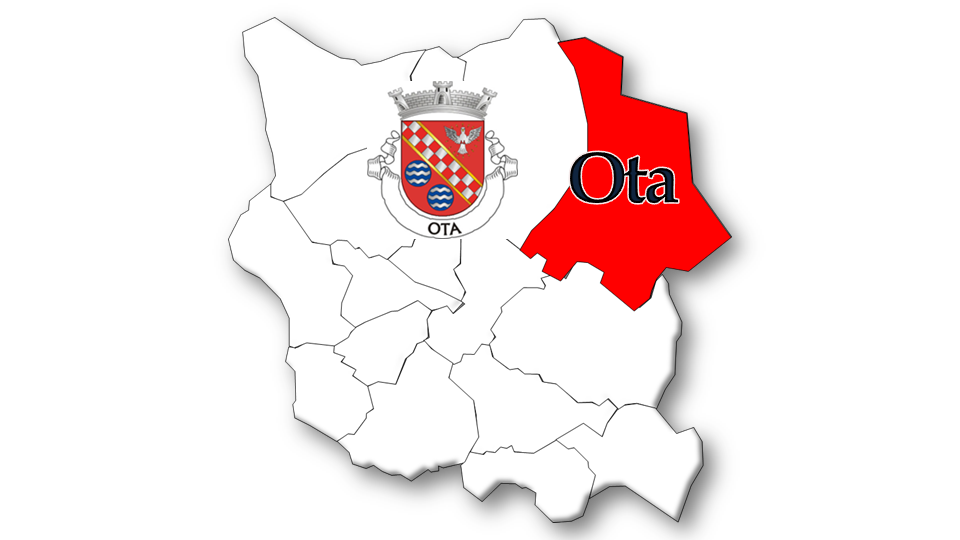
Localização da Freguesia de Ota no Município de Alenquer

Ota é uma povoação portuguesa sede da Freguesia da Ota do Município de Alenquer, freguesia com 46,32 km² de área e 1195 habitantes (censo de 2021), tendo, por isso, uma densidade populacional de 25,8 hab./km².

## Demografia
A população registada nos censos foi:
| Distribuição da População por Grupos Etários | Distribuição da População por Grupos Etários | Distribuição da População por Grupos Etários | Distribuição da População por Grupos Etários | Distribuição da População por Grupos Etários |
| -------------------------------------------- | -------------------------------------------- | -------------------------------------------- | -------------------------------------------- | -------------------------------------------- |
| Ano                                          | 0-14 Anos                                    | 15-24 Anos                                   | 25-64 Anos                                   | > 65 Anos                                    |
| 2001                                         | 190                                          | 156                                          | 668                                          | 184                                          |
| 2011                                         | 196                                          | 118                                          | 745                                          | 230                                          |
| 2021                                         | 178                                          | 116                                          | 608                                          | 293                                          |

## Política
A Freguesia da Ota é administrada por uma junta de freguesia, liderada por Diogo Alexandre Oliveira Carvalho, eleito nas eleições autárquicas de 2013 pelo Partido Socialista. Existe uma assembleia de freguesia, que é o órgão deliberativo, constituída por 9 membros.
O partido mais representado na Assembleia de Freguesia é o Partido Socialista com 5 membros (maioria absoluta), seguido da Coligação Pela Nossa Terra (PSD/CDS-PP/PPM/MPT) e do PCP-PEV ambos com dois membros. 
| Órgão                   | PS | PPD/PSD.CDS/PP MPT.PPM | PCP – PEV |
| Assembleia de Freguesia | 5  | 2                      | 2         |

## História
A região da Ota (Alenquer) tornou-se conhecida na literatura arqueológica por dali provirem numerosas peças lascadas de silex e quartzite que Carlos Ribeiro apresentou ao mundo científico como provas da existência do Homem na era terciária.
Rui de Figueiredo foi o 1.º Senhor do Morgado da Ota no século XVII, cuja representação seguiu para os Condes de Belmonte.

## Património
- Marco da Mala Posta
- Marco de légua no sítio denominado Vale Carlos
- Canhão cársico da Ota
- Castro da Ota
- Igreja do Divino Espírito Santo (Ota)

## Quintas
- Quinta do Archino
- Quinta do Arcos
- Quinta do Casal Moura
- Quinta da Ota
- Quinta do Jogo

## Instituições Socio-Culturais
- Futebol Clube de Ota
- Centro Social Recreativo e Desportivo de Ota
- Centro Paroquial de Ota
- Associação de Caça
- Junta de Freguesia de Ota
- Grupo Escoteiros (AEP) nº213 Ota